# Senato della Baviera
Il Senato della Baviera (tedesco: Bayerischer Senat) è stata la camera alta del sistema parlamentare bavarese dal 1946 al 1999, quando è stato abolito da un referendum, cambiando la costituzione di questo stato federato della Germania.

## Composizione
I 60 membri del Senato dovevano avere 40 anni e non potevano essere membri del Landtag (l'altra importante camera del parlamento bavarese). Ogni due anni, un terzo dei membri del Senato sarebbe eletto da corporazioni che rappresentano gruppi sociali, economici, municipali o culturali, o nominati da confessioni religiose per un periodo di sei anni. Il numero di seggi in rappresentanza di ciascun gruppo era stato fissato dalla costituzione della Baviera:
- 11 rappresentanti dell'agricoltura e della silvicoltura;
- 5 rappresentanti dell'industria e del commercio;
- 5 rappresentanti dell'artigianato;
- 11 rappresentanti dei sindacati;
- 4 rappresentanti delle professioni;
- 5 rappresentanti delle cooperative;
- 5 rappresentanti delle denominazioni religiose;
- 5 rappresentanti dell'organizzazione per il benessere sociale;
- 3 rappresentanti delle università e dei collegi;
- 6 rappresentanti delle municipalità e delle associazioni municipali.

A livello internazionale, la composizione del Senato era simile ai Vocational Panels nel senato irlandese. Portava anche i resti di idee democratiche comunali.

## Ruolo
Il ruolo principale del Senato era di consultare altre istituzioni statali e fornire pareri legali. Aveva anche il potere di ritardare la legislazione statale approvata dal Landtag entro un mese (una settimana per atti urgenti). Tuttavia, il Landtag poteva rovesciare il veto a maggioranza semplice, la stessa richiesta per approvare una legge in primo luogo.

## Critiche e abolizione
Negli anni '90, l'opinione pubblica tedesca si è rivolta a un governo più snello. Il Senato, essendo essenzialmente privo di potere, era considerato da molti una spesa inutile.
Nel giugno 1997, una petizione di iniziativa popolare sponsorizzata dal Partito democratico ecologico bavarese ha ottenuto 927.047 firme (il 10,5% degli aventi diritto al voto). Nel referendum successivo, l'8 febbraio 1998, che ha registrato un'affluenza del 39,9%, una maggioranza del 69,2% ha votato a favore della legge che modifica la Costituzione statale per abolire il Senato. Una controproposta da parte della CSU, che avrebbe cambiato la composizione del Senato, ha ricevuto solo il 23,6%.
Il 1º gennaio del 2000 la legge per l'abolizione del Senato è entrata in vigore.

## Presidenti del Senato della Baviera
| Nome                             | Periodo   |
| -------------------------------- | --------- |
| Josef Singer                     | 1947-1967 |
| Hippolyt Poschinger von Frauenau | 1968-1982 |
| Hans Weiß                        | 1982-1993 |
| Walter Schmitt Glaeser           | 1994-1996 |
| Heribert Thallmair               | 1996-1999 |